# Palais Małachowski (Varsovie)
Le palais Małachowski (en polonais Pałac Małachowskich, także pałac Małachowskiego, pałac Loupia) est un palais de style baroque au milieu du XVIIIe siècle. Il est situé au n°11 rue Senatorska à l'angle d'Ulica Miodowa, dans l'arrondissement de Śródmieście (Centre-ville) à Varsovie.